# Smith Volcano
Smith Volcano (auch Mount Babuyan) ist ein aktiver Schlackenkegel auf der zur philippinischen Inselgruppe Babuyan-Inseln gehörenden Insel Babuyan nördlich der Hauptinsel Luzon in der Provinz Cagayan. Der Smith Volcano ist einer von 22 aktiven Vulkanen auf den Philippinen.
Der nur mit geringer Vegetation bedeckte Schlackenkegel hat eine Höhe von 679 m über dem Meeresspiegel und einen Basisdurchmesser von 4,5 km.
Dem Smithsonian Institution’s Global Volcanism Program zufolge könnte es fünf vulkanische Zentren auf der Insel Babuyan aus der Zeit des Pleistozäns und Holozäns geben. Das größte ist der Babuyan Claro oder Mount Pangasun, ein ebenfalls aktiver Stratovulkan mit zwei Gipfelkratern von 300 bzw. 400 m Durchmesser. Smith Volcano liegt vier Kilometer nordwestlich des Babuyan Claro und ist der jüngste Vulkan der Insel.

## Ausbrüche
Der Smith Volcano brach insgesamt fünfmal aus, der letzte Ausbruch fand 1924 statt. Am 8. Juli 1993 wurde der Berg von Vulkanologen nach Berichten ungewöhnlicher vulkanischer Aktivität untersucht, jedoch konnte keine vulkanische Aktivität festgestellt werden.